# Fata Morgana (ottica)

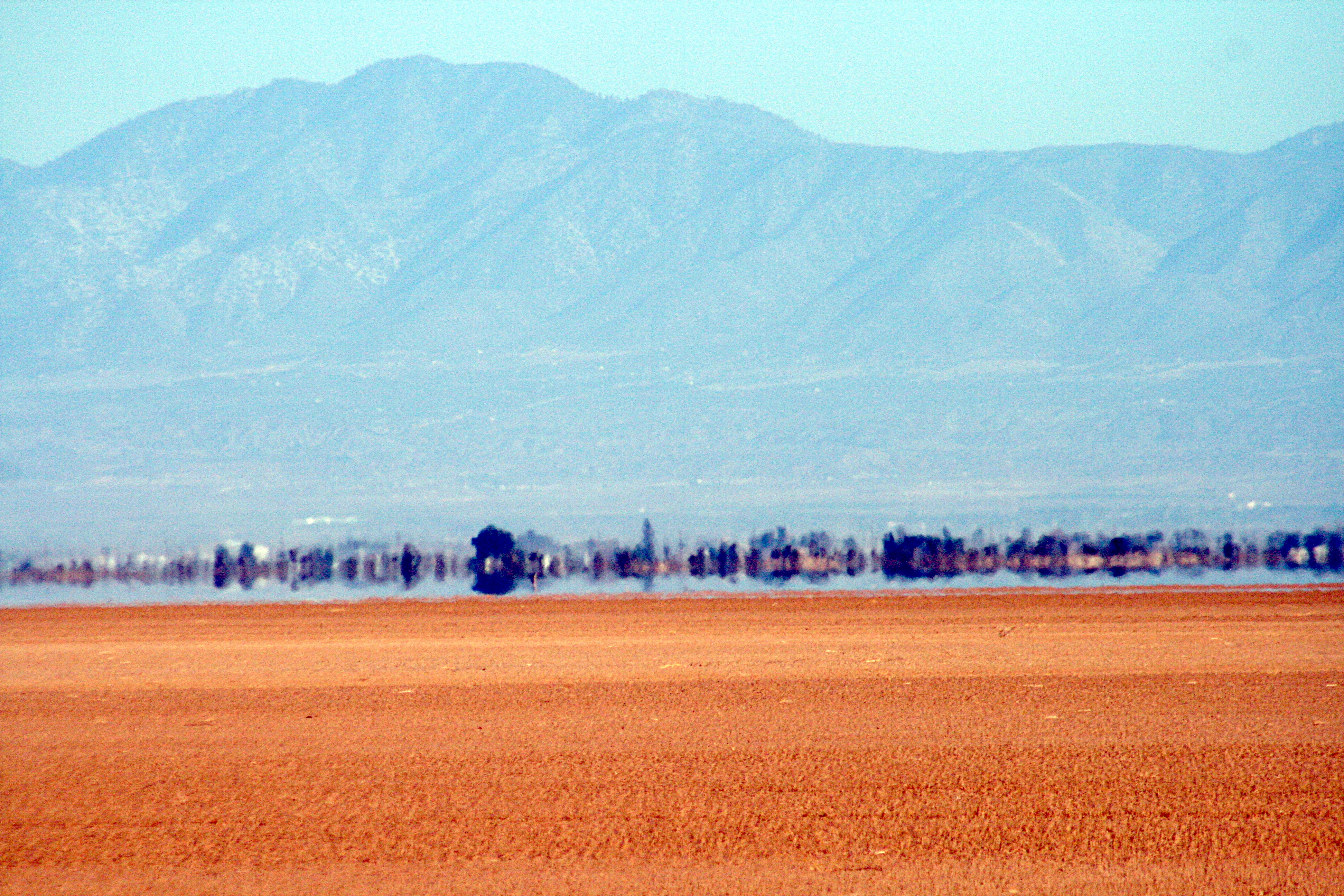
Un esempio di Fata Morgana nel deserto del Mojave

In ottica, la Fata Morgana o fatamorgana è una forma complessa e insolita di miraggio che si può scorgere all'interno di una stretta fascia posta sopra l'orizzonte. Il fenomeno è conosciuto anche all'estero con il nome italiano, perché si tratta di un fenomeno frequentemente osservato nello stretto di Messina e tramandato dai Normanni. Esso fa riferimento alla fata Morgana, che induceva nei marinai visioni di fantastici castelli in aria o in terra per attirarli e quindi condurli a morte.
Tale fenomeno, che può essere osservato a terra o in mare, nelle regioni polari o nei deserti, distorce così tanto l'oggetto (o gli oggetti) su cui agisce il miraggio, da renderli insoliti e irriconoscibili. Può riguardare qualsiasi tipo di oggetti "distanti", come isole, coste o barche. Il soggetto è mostrato in evoluzione, in posizioni diverse da quelle originarie, in una visione che può passare senza soluzione di continuità dalla compressione all'allungamento.
Il fenomeno si verifica in diversi luoghi nel mondo. Ha ispirato numerose opere poetiche, i cui autori fornivano spiegazioni fantasiose del fenomeno. Ha avuto ampia diffusione l'opinione che il miraggio sia anche la causa di alcuni casi di avvistamenti UFO.

## Descrizione del fenomeno

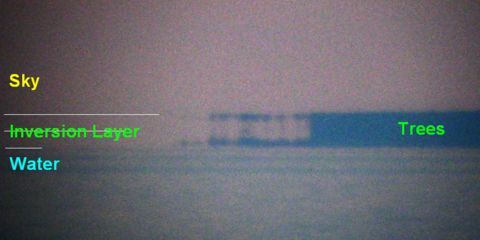
Un'immagine esplicativa dell'effetto. In un lago del Minnesota è visibile il riflesso rovesciato di alcuni alberi a distanza ravvicinata rispetto all'acqua. Nella foto sono segnalati l'acqua, il cielo, gli alberi, e la linea di ribaltamento.

Questo fenomeno ottico si verifica quando i raggi di luce sono incurvati dal passaggio attraverso strati d'aria a temperature diverse, in condizioni di inversione termica, in cui la transizione tra gli strati è caratterizzata da un brusco gradiente termico, con la formazione di un condotto atmosferico. Infatti, in condizioni di tempo sereno, può capitare che uno strato d'aria molto più calda sovrasti uno strato di aria più fredda: in questo caso, la differenza tra gli indici di rifrazione può dar luogo alla formazione di un condotto atmosferico che agisce come una lente di rifrazione, producendo una serie di immagini sia dritte sia invertite. Perché si verifichi il fenomeno della Fata Morgana non è sufficiente l'esistenza dell'inversione termica, ma è richiesta anche la simultanea formazione di un condotto atmosferico, e questo dà conto della relativa eccezionalità del fenomeno ottico.
Si tratta dunque di un effetto dovuto alla particolare distribuzione dell'indice di rifrazione della luce del Sole in diversi strati d'aria e quindi per certi versi analogo al miraggio. La differenza consiste nel fatto che fino a una certa altezza l'indice di rifrazione assume un valore crescente con essa per poi tornare a diminuire, per questo a differenza del miraggio le immagini sono molto mutevoli e deformate, difficilmente riconoscibili.
Per spiegare tale fenomeno è sufficiente immaginare che la luce proveniente da un punto viene distribuita in verticale, gli oggetti in lontananza assumono le sembianze di torri, pinnacoli, obelischi.

## Geografia del fenomeno
Questo raro fenomeno è stato osservato in diverse zone:
- sullo stretto di Messina,[9] dove è storicamente noto;[10][11][12][13]
- a Mazara del Vallo, dove una parte del lungomare prende il nome del suddetto effetto;[14]
- in altri laghi[15] e litorali del Sud Italia;
- Nel Salento, in determinate condizioni meteo, diventa possibile osservare il Massiccio del Pollino[16] (dal versante ionico) o le montagne d'Albania (dal versante adriatico);
- nel deserto del Mojave[17], negli Stati Uniti d'America;
- al largo dell'isola Victoria in Canada;[18]
- nella regione dei grandi laghi negli Stati Uniti d'America, dove il fenomeno è stato osservato, oltre che in estate, anche in autunno e primavera;[6]
- sullo stretto di Gibilterra;[19]
- in Irlanda;[20]
- in Norvegia;[21]
- in Liguria sulla Riviera di Ponente, dove talvolta si vedono i riflessi della Corsica e dell'isola d'Elba o dell'arcipelago toscano;[22]
- a Tozeur, in Tunisia (fenomeno che ha ispirato la canzone I treni di Tozeur di Alice e Franco Battiato);
- a Nocera Umbra e a Fiuminata, dove nel periodo estivo e con particolari condizioni, dalla cima del Monte Pennino, si vede sorgere due volte il sole. Dapprima l'immagine riflessa, di colore rosso intenso e senza raggi, subito dopo, il sole con i suoi raggi accecanti;
- A Termoli[23], dove è possibile osservare i riflessi delle Isole Tremiti;

### Osservazione del fenomeno

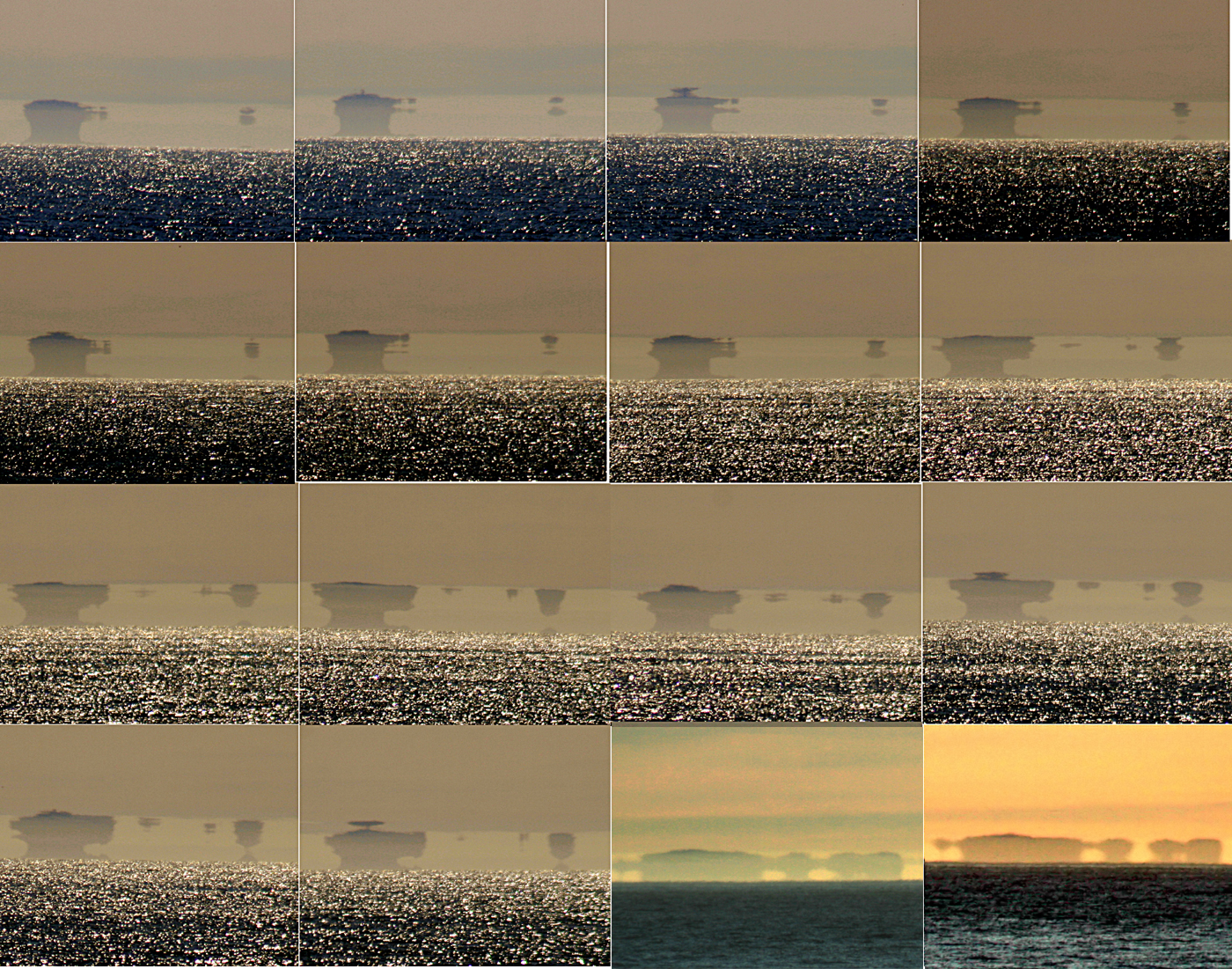
Una sequenza di immagini scattate da San Francisco (USA) mostrano le vicine Isole Farallon.
I sedici scatti fotografici (tutti dello stesso giorno) documentano come l'immagine apparente vari forma in maniera repentina a causa del fenomeno. Le prime quattordici fotografie, infatti, sono state scattate nel giro di pochi minuti. Le ultime due immagini, invece, sono state scattate alcune ore più tardi, durante il tramonto. A questo punto l'aria era più fredda e l'oceano, probabilmente, un po' più caldo: ciò ha causato un'inversione termica non così forte com'era stata poche ore prima. È presente un miraggio anche negli ultimi due scatti, ma non si tratta di una Fata Morgana, bensì di un miraggio superiore, fenomeno molto meno raro e complesso.

L'osservazione di una Fata Morgana è più probabile nelle regioni polari, specialmente sulle grandi distese di ghiaccio che hanno una temperatura bassa e uniforme. Il fenomeno, comunque, può verificarsi in molte zone, come già detto. Nelle regioni polari, la Fata Morgana può essere osservata nelle giornate relativamente fredde, al contrario nei deserti e sulle distese d'acqua il fenomeno si verifica più facilmente in giornate la cui temperatura è superiore alla media.
Affinché il fenomeno avvenga, l'inversione termica dev'essere abbastanza forte da far in modo che la curvatura dei raggi di luce all'interno dello strato di inversione sia più forte della curvatura della Terra. In queste condizioni i raggi creano degli archi. L'osservatore deve trovarsi all'interno o al di sotto del condotto atmosferico per poter vedere la Fata Morgana.
Il fenomeno può essere osservato da qualunque altitudine: dal livello del mare alle cime delle montagne, o addirittura da un aeroplano. Generalmente è visibile anche a occhio nudo, ma per una visione dettagliata è preferibile usare dei binocoli, un cannocchiale oppure, come nel caso delle immagini qui accanto, un teleobiettivo.
Il fenomeno della Fata Morgana può verificarsi con differente intensità, in certi casi dalla costa calabra si può vedere la Sicilia più vicina del normale con immagini distorte e riflesse sul mare o sul suolo; in sostanza la distanza sembra essere di poche centinaia di metri e si ha l'impressione di osservare nello stretto una città irreale che si modifica e svanisce in brevissimo tempo; talvolta si possono per poco tempo distinguere le case, le auto e addirittura le persone.
Tale fenomeno è visibile, per le particolari condizioni di luce, soltanto al mattino e soltanto dal lato calabrese dello stretto. Il tutto avviene quando sulla superficie del mare, minuscole goccioline di acqua rarefatta fungono da lente di ingrandimento.
Un simile fenomeno ottico può verificarsi anche nelle assolate giornate estive nelle sterminate campagne attorno ad Alberese, nella Maremma grossetana. In questo caso, gli ampi spazi aperti privi di alberi, prevalentemente coltivati a campi di grano o girasoli, vengono illuminati direttamente da una potente luce solare che, attraversando un'atmosfera particolarmente tersa, crea tale effetto rifrattivo.

## Leggende legate al fenomeno

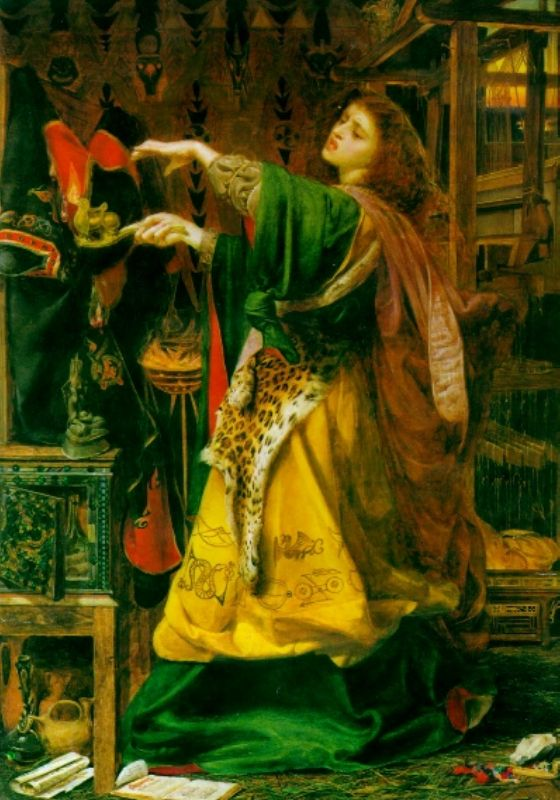
La figura mitologica della Fata Morgana

Le leggende sul miraggio Fata Morgana sono moltissime, ma le più diffuse sono due. Secondo la prima, che deriva dalla fantasia dei poeti che hanno descritto e tentato di spiegare questo fenomeno, la fata Morgana (nome di origine bretone che significa «fata delle acque») ha per dimora le fantastiche costruzioni ricche di torri che sembrano materializzarsi agli occhi di chi assiste al miraggio.
La seconda, invece, è una leggenda ampiamente diffusa in tutta l'area dello stretto: durante le invasioni barbariche, in agosto, un re barbaro giunto a Reggio Calabria vedendo all'orizzonte la Sicilia si domandò come raggiungerla, quando una donna molto bella (la Fata Morgana) fece apparire l'isola a due passi dal re conquistatore che si gettò in acqua, convinto di potervi arrivare con un paio di bracciate, ma l'incanto si ruppe e lui morì affogato.
Nel 1060, Fata Morgana si propose per aiutare il condottiero normanno Ruggero d'Altavilla per liberare la Sicilia dalla dominazione musulmana: Ruggero la vede salire su un carro bianco e azzurro misteriosamente apparso, tirato da sette cavalli bianchi con le criniere azzurre.
Il fenomeno ha inoltre ispirato il noto testo dell'Olandese volante, che secondo la leggenda evoca la storia di una nave fantasma che non può mai ritornare a casa e per questo è destinata a solcare i mari per sempre. L'Olandese volante è di solito descritto come visto da lontano ed a volte come incandescente con la luce spettrale. Si ritiene che una delle possibili spiegazioni dell'origine di questa leggenda sia proprio un fenomeno di un miraggio (Fata Morgana) visto in mare.
Nell'epopea indiana, il fenomeno è chiamato “città dei gandharva”; secondo la mitologia indiana, infatti, i gandharva, libidinosi musicanti non umani ma non già divini, vivevano in città fluttuanti nell'aria.

## In medicina
Talvolta in medicina l'espressione è usata come sinonimo di miraggio. Una ricerca indica la possibilità di usare il termine per indicare un obiettivo immunologico di non facile realizzazione per la creazione di nuovi farmaci.
Il termine Fata Morgana è usato anche per indicare artefatti di immagine ecografiche, oppure ipotesi o teorie scientifiche che non sembrano essere verificabili o dimostrabili.

## Galleria d'immagini

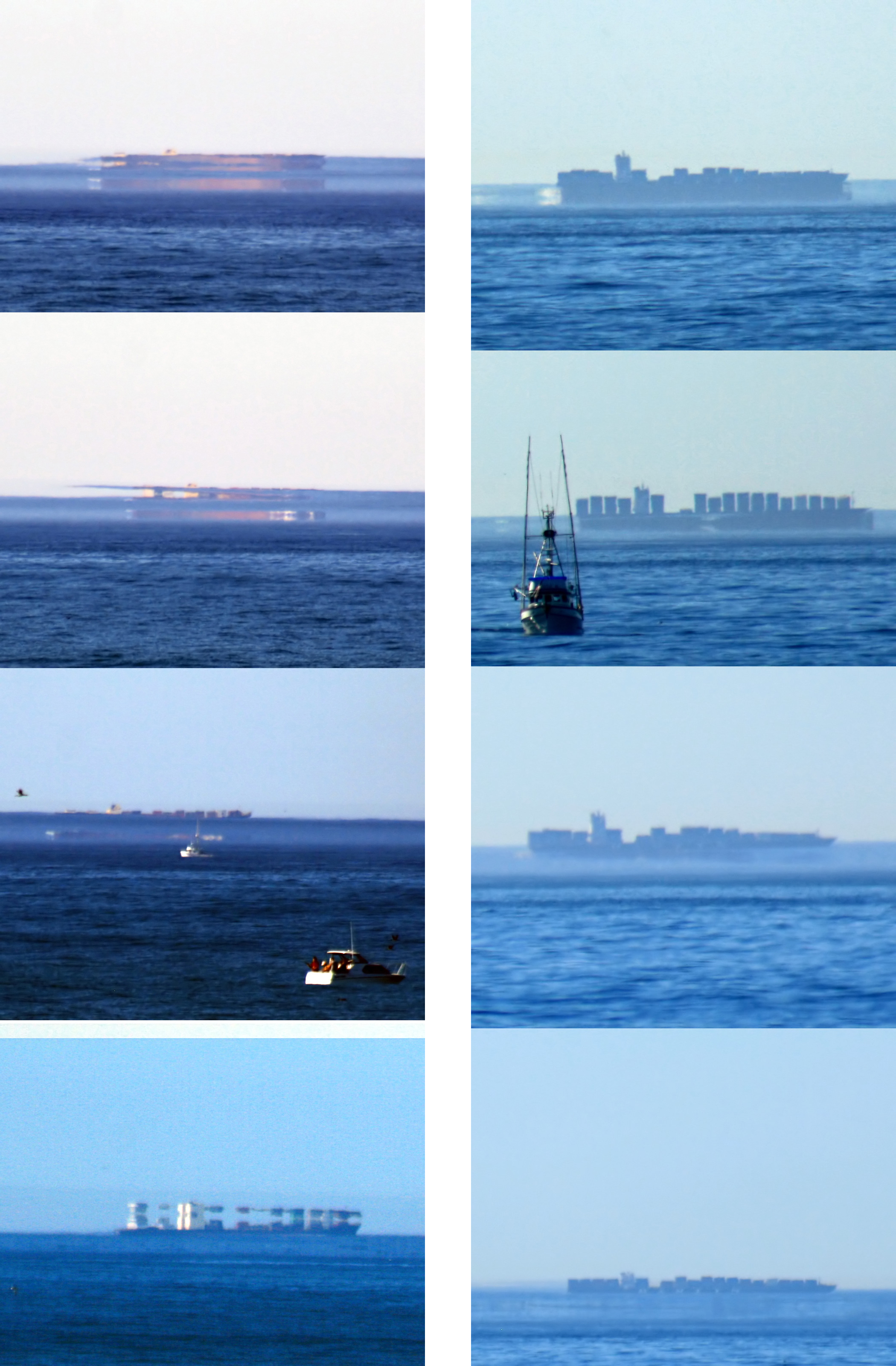
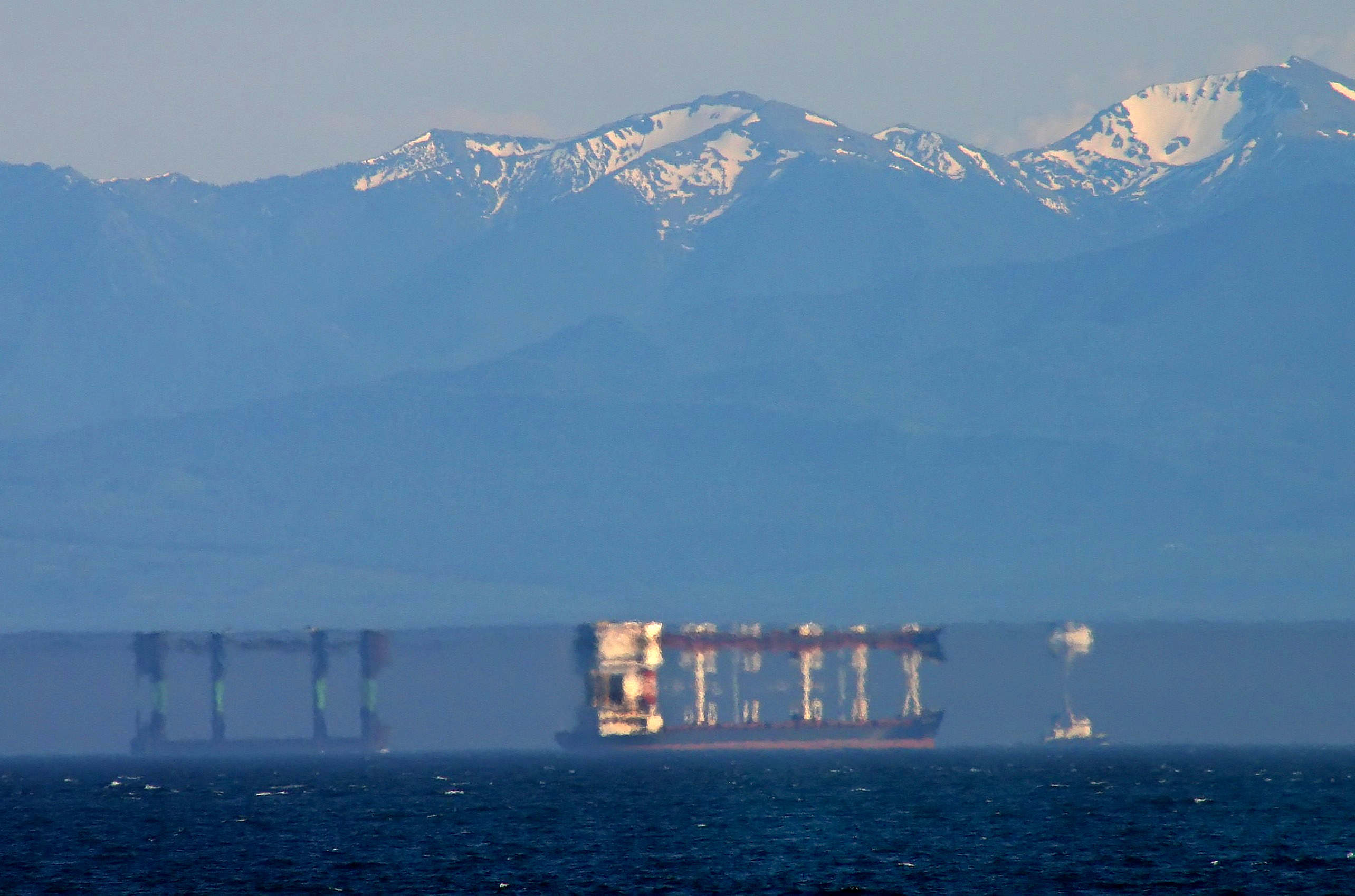
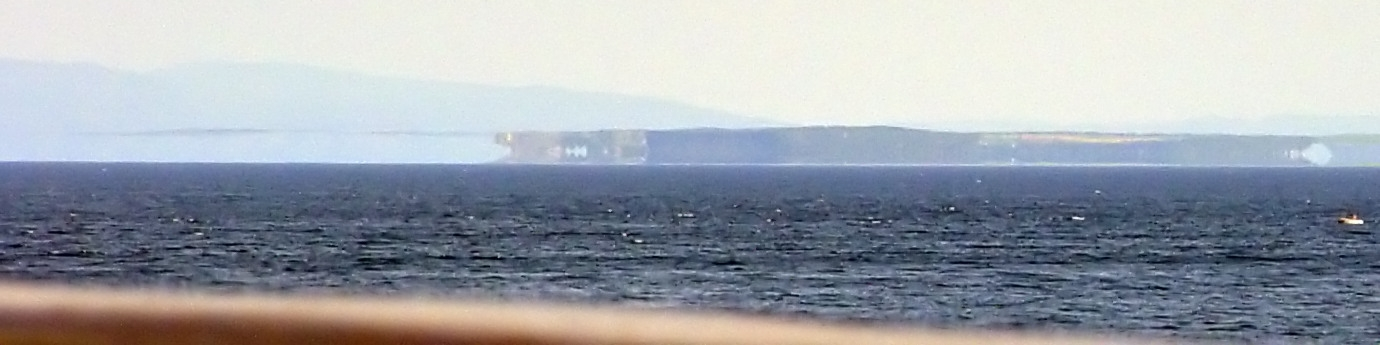
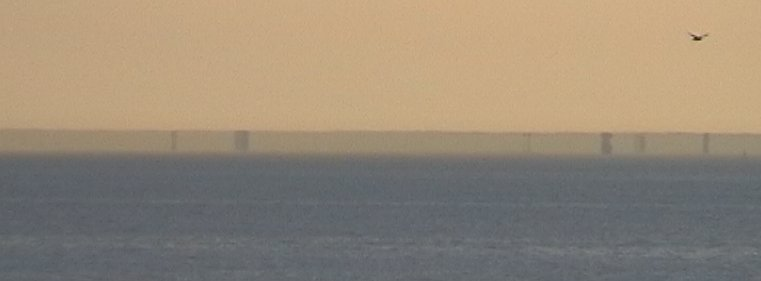
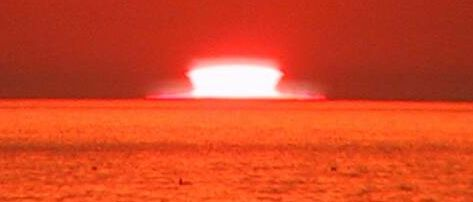
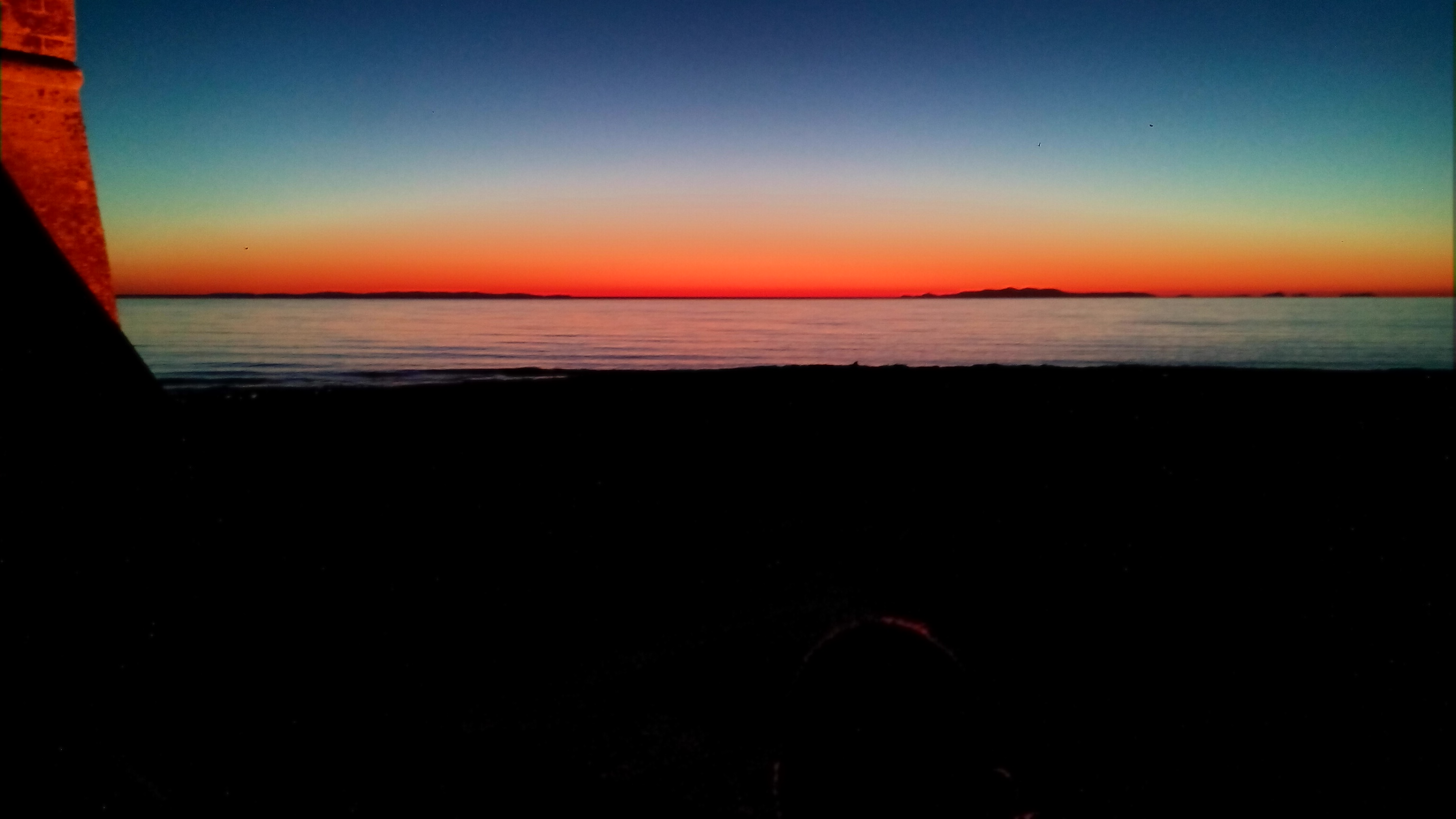
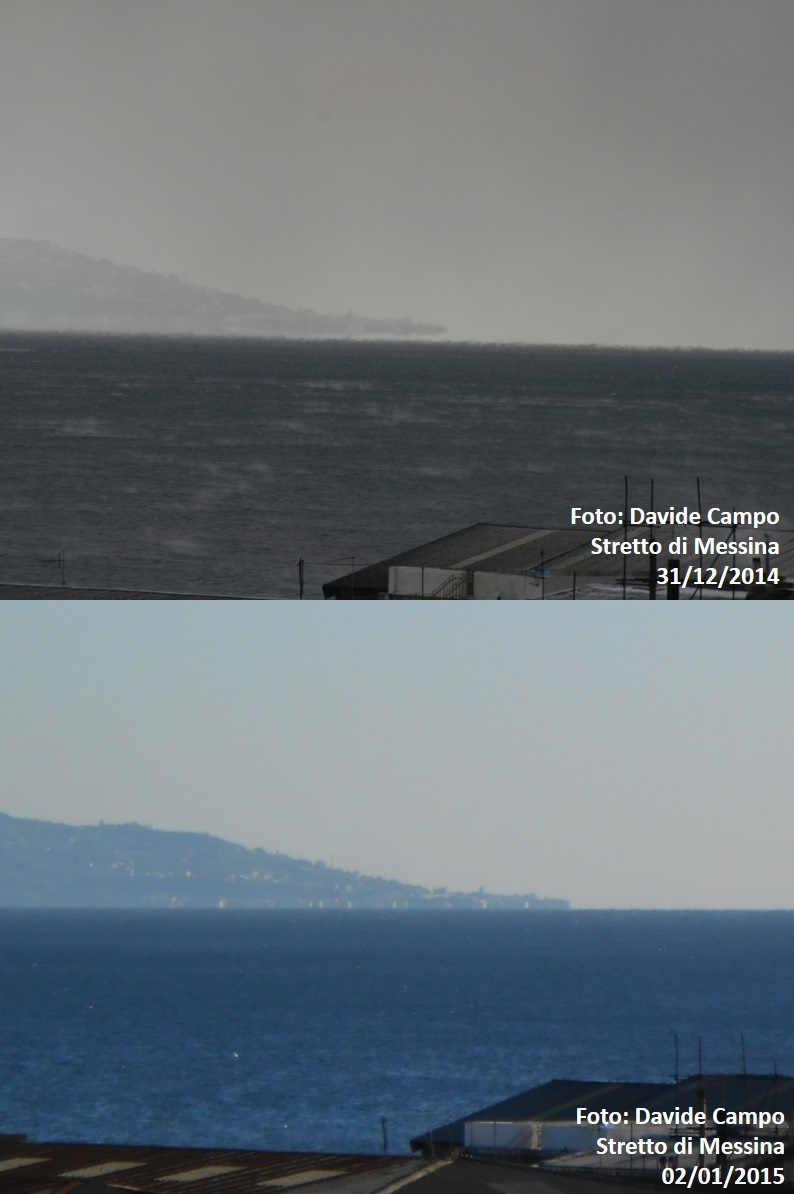

### Storici
- Sopra la Fata Morgana del Lago di Averno, «Annali Civili del Regno delle Due Sicilie», vol. IV, fasc. VII, 1834,  pp. 30–41.
- Giuseppe Ruffo, Sulla Fata Morgana del Lago di Averno, «Atti della Reale Accademia delle Scienze», vol. IV, 1839,  pp. 19–41.
- Michele Saffioti, Lettera intorno al fenomeno fata morgana, Tip. Salita Tifras., 1837.
- Barnaba Tortolini, Annali di scienze matematiche e fisiche, Tip. delle belle arti, 1851,  pp. 47–.
- (EN) Samuel Griswold Goodrich, Peter Parley's wonders of the earth, sea, and sky, S. Colman, 1840,  pp. 182–.
- (EN) Dionysius Lardner, Optics, Crosby Lockwood, 1869,  pp. 75–.
- (EN) FRIEDRICH SCHOLEDLER, PH.D. AND HENRY MEDLOCK, F.C.S., THE BOOK OF NATURE:, 1870,  pp. 117–.
- (EN) Bonnier Corporation, Popular Science, Bonnier Corporation, ottobre 1920,  pp. 46–, ISSN 0161-7370 (WC · ACNP).
- (EN) Hearst Magazines, Popular Mechanics, Hearst Magazines, dicembre 1927,  pp. 979–, ISSN 0032-4558 (WC · ACNP).

### Fisica
- (EN) G. Calzà T. López-arias e S. Oss, Mirages in a bottle, in Phys. Educ., vol. 44, n. 582, 2009, DOI:10.1088/0031-9120/44/6/002.
- (EN) Gedzelman, S. D., OPTICS, ATMOSPHERIC, in Encyclopedia of Atmospheric Sciences, 2003,  pp. 1583-1594, DOI:10.1016/B0-12-227090-8/00284-0.
- (EN) A. Diego Gutierrez e Oscar Ansona, Simulation of atmospheric phenomena, in Computers & Graphics, vol. 30, n. 6, 2009,  pp. 994-1010, DOI:10.1016/j.cag.2006.05.002.
- (EN) Gedzelman, S., Optical and acoustical phenomena in the Arctic, 2010.
- (EN) Li, Shengying, Refraction in Graphics and Medical Imaging, in Thesis - Stony Brook Theses & Dissertations, Stony Brook University Libraries, 2010-03-02.
- (EN) Li, Shengying, Chapter 5. Observing the Atmosphere.

### Meteorologia
- Alfio Giuffrida e Girolamo Sansosti, Alfio Giuffrida, Manuale di meteorologia. Una guida alla comprensione dei fenomeni atmosferici e climatici, Gremese Editore, 2006,  pp. 104–, ISBN 978-88-8440-426-8.
- Michele Lauro, Il libro dei perché. Tante risposte a tante domande, Giunti Editore, 2001,  pp. 77–, ISBN 978-88-09-02223-2.
- Paolo Corazzon e Emanuela Giuliacci, La meteorologia per tutti, Alpha Test, 2008,  pp. 116–, ISBN 978-88-483-0991-2.
- Raffaello Bellofiore, Paolo Corazzon e Andrea Giuliacci, La Meteorologia in mare: guida completa per diportisti e regatanti, Alpha Test, 2005,  pp. 39–, ISBN 978-88-483-0571-6.
- (EN) Manual of Meteorology Volume II The Physical Processes of Weather, CUP Archive,  p. 66.
- (EN) C. Donald Ahrens, Essentials of Meteorology: An Invitation to the Atmosphere, Cengage Learning, 1º gennaio 2011,  pp. 443–, ISBN 978-0-8400-4933-9.
- (EN) C. Donald Ahrens, Meteorology today: an introduction to weather, climate, and the environment, Cengage Learning, 2007,  pp. 527–, ISBN 978-0-495-01162-0.
- (EN) James O'Rear, Unique Imagery from Around the World: Stories and Techniques Behind Their Creation, Lulu.com, 17 marzo 2007,  pp. 18–, ISBN 978-1-84753-239-8.
- (EN) Paul Tawrell, Camping & Wilderness Survival: The Ultimate Outdoors Book, Paul Tawrell, marzo 2006,  pp. 340–, ISBN 978-0-9740820-2-8.
- (EN) Making of America Project, Scientific American, Munn & Co., 1985.
- (EN) Reed Business Information, New Scientist[collegamento interrotto], Reed Business Information, 23 febbraio 1961,  p. 489, ISSN 0262-4079 (WC · ACNP).
- (EN) JD. Pettigrew, The Min Min light and the Fata Morgana. An optical account of a mysterious Australian phenomenon., in Clin Exp Optom, vol. 86, n. 2, marzo 2003,  pp. 109-20, PMID 12643807.

### Medicina
- VM. Brandenburg, RD. Frank; U. Janssen; P. Wurth; J. Floege; J. Riehl, Ultrasonographic fata morgana., in Nephrol Dial Transplant, vol. 18, n. 4, aprile 2003,  pp. 845-6, PMID 12637663.
- CG. Kurland, The error catastrophe: a molecular Fata Morgana., in Bioessays, vol. 6, n. 1, gennaio 1987,  pp. 33-5, DOI:10.1002/bies.950060109, PMID 3566728.
- A. Zwaveling, [Prospects and fata morgana in clinical oncology]., in Ned Tijdschr Geneeskd, vol. 124, n. 24, giugno 1980,  pp. 978-85, PMID 7383219.
- SJ. Bakker, RT. Gansevoort; D. de Zeeuw, Metabolic syndrome: a fata morgana?, in Nephrol Dial Transplant, vol. 22, n. 1, gennaio 2007,  pp. 15-20, DOI:10.1093/ndt/gfl581, PMID 17050636.
- M. Dietel, Predictive medicine: incipient reality or fata morgana?, in J Pathol, vol. 212, n. 4, agosto 2007,  pp. 353-5, DOI:10.1002/path.2191, PMID 17573671.